# Colin Greenwood
Colin Charles Greenwood (născut 26 iunie 1969, Oxford) este mebru al formației Radiohead. Cântă de obicei la chitară bas, dar și la claviatură și sintetizator pe albumele recente. Este fratele mai mare al colegului său de trupă Jonny Greenwood.